# Wilhelm Schwaner
Christian Louis Wilhelm Schwaner (10 de noviembre de 1863 en Korbach; 13 de diciembre de 1944 en Rattlar; seudónimos: Christian Bach, Wilm Har(d)t, Wilm Schwan), fue un profesor de escuela, periodista, publicista y editor alemán de la primera mitad del siglo XX, que jugó un papel importante en la creación y consolidación en el movimiento Völkisch. Wilhelm Schwaner fue presidente de la Bund deutscher Volkserzieher (Liga alemana de educación), editor y redactor durante muchos años de la revista Der Volkserzieher (El educador). De su particular amistad con Walther Rathenau, justo antes de la Primera Guerra Mundial, le distanció de los peores excesos de antisemitismo que predominaba en la época.

## Trayectoria
Schwaner fue un activista en la lucha por un cristianismo nacional aconfesional y no dogmático. Tal compromiso pronto dio lugar a conflictos con la autoridad de educación religiosa. 
En 1904 Schwaner lanzó una compilación de textos völkisch bajo el título Germanenbibel (la Biblia alemana), en oposición al Antiguo Testamento, que se convirtió rápidamente en un éxito de ventas. Schwaner  fue uno de los fundadores de Deutscher Monistenbund (Unión de monistas alemanes), cuyo presidente de honor fue el zoólogo Ernst Haeckel. 
En 1907, bajo el título Volkserziehers, apareció la publicación völkisch con el símbolo de la esvástica. En 1912 se unió a la Deutscher Orden (Orden alemana), de Otto Sigfrid Reuter (1911) y al sindicato Deutschvölkischer Schriftstellerverband (Asociación alemana de escritores völkisch) de Philipp Stauff (1910). También estuvo involucrado en la Guido-von-List-Gesellschaft (Sociedad ariofilosófica de Guido von List) y su exclusiva Hoher Armanen Orden. Fue en 1912 que se unió a la Germanische-Deutsche Religionsgemeinschaft (Comunidad religiosa germánica-alemana [GDRG]) de Ludwig Fahrenkrog. En pentecostés de 1912 se erigió un gran altar cuadrado de fuego en Rattlar, a 705 metros de altura, que se convirtió en lugar de celebraciones religiosas para Bundes deutscher Volkserzieher y Germanisch-deutschen Religions-Gemeinschaft indistintamente. En la ceremonia inaugurual estuvieron presentes Charles Engelhard, Ludwig Fahrenkrog, Gustav Simon, Philipp Stauff y Carl Weißleder.
Schwaner defendía un concepto cristiano de Dios y su postura desembocó en diversas controversias y discusiones, porque se alejó de las comunidades religiosas germánicas y cortó todos los lazos con los grupos étnico-religiosos. 
En diciembre de 1913 se puso en contacto epistolar con Walther Rathenau, con el que se reunió posteriormente regularmente y con quien comenzó una intensa correspondencia.
Tras la Primera Guerra Mundial, la revista Der Volkserzieher en 1917 cambió su título por Der Deutschmeister (El educador alemán) y Wilhelm Schwaner inicia un cambio de rumbo influenciado por un nacionalismo positivista y las lecturas de Malwida von Meysenbug, Giuseppe Mazzini y Alexander Herzen. 
En diciembre de 1926, se reafirmó en su compromiso con el sistema político democrático fortalecido y se declaró en Volkserzieher, afín a la República de Weimar. A partir de 1929, Volkserzieher criticó abiertamente a los sectores que mostraban las simpatías hacia el emergente nazismo. 
En 1933, él y otros representantes del movimiento Völkisch, se unieron en el Deutsche Glaubensbewegung (Movimiento de la fe alemana), y a sus setenta años de edad mostró sentimientos controvertidos con el auge nacional-socialista. Pese a los titubeos, Der Deutschmeister fue prohibido por el régimen nazi en 1936, la Bund für Deutschtum auf christlicher Grundlage (Asociación para alemanes en los principios cristianos) fue disuelta y los activos de la asociación fueron incautados, aunque siguieron publicando hasta 1937. De noviembre de 1936 a 1940 Schwaner mantuvo una obra epistolar conocida como Schwanenbriefe (cartas del cisne) para los seguidores que se mantuvieron fieles a su doctrina. 
El día de su 75 cumpleaños Schwaner recibió felicitaciones de Adolf Hitler y un regalo de cumpleaños de 200 marcos. La séptima y última edición de la Germanenbibel fue publicada con un prólogo del ministro del Reich para asuntos religiosos,  Hanns Kerrl. A partir de 1942, a los 79 años de edad, Schwaner recibió una pensión mensual de 100 marcos que proporcionaba la Deutsche Schillerstiftung (Fundación Alemana Schiller), hasta el final de sus días.
Falleció el 13 de diciembre de 1944 en Rattlar.